# Psammophilus
Psammophilus – rodzaj jaszczurek z podrodziny Draconinae w obrębie rodziny agamowatych (Agamidae).

## Zasięg występowania
Rodzaj obejmuje gatunki występujące endemicznie w Indiach.

## Systematyka

### Etymologia
- Psammophilus: gr. ψαμμος psammos „piasek”; φιλος philos „miłośnik”[2].
- Charasia: etymologia niejasna, Gray nie podał znaczenia nazwy rodzajowej[3]. Gatunek typowy: Agama dorsalis Gray, 1831.

### Podział systematyczny
Do rodzaju należą następujące gatunki:
- Psammophilus blanfordanus (Stoliczka, 1871)
- Psammophilus dorsalis (Gray, 1831)